# Lîsivka, Hadeaci
Lîsivka (în ucraineană Лисівка) este localitatea de reședință a comunei Lîsivka din raionul Hadeaci, regiunea Poltava, Ucraina.

## Demografie
Componența lingvistică a localității Lîsivka
     Ucraineană (95,79%)
     Rusă (2,81%)
     Alte limbi (0,71%)
Conform recensământului din 2001, majoritatea populației localității Lîsivka era vorbitoare de ucraineană (95,79%), existând în minoritate și vorbitori de rusă (2,81%).